# Baptisternes Børne- og Ungdomsforbund
Baptisternes Børne- og Ungdomsforbund (BBU) er en kirkelig børne- og ungdomsorganisation med tilknytning til Baptistkirken i Danmark. Organisationen har ca.  800 medlemmer fordelt på ca. 60 lokale børneklubber, søndagsskoler, væresteder, teenage- og ungdomsgrupper, dansegrupper og gospelkor.
BBU er stiftet 1. januar 1998, som en fusion af Danske Baptisters Ungdomsforbund og Det Danske Baptistsamfunds Søndagsskoleråd, da man havde et ønske om at samle alt det ikke uniformerede børne og ungdomsarbejde i baptistkirken.

## Ledertræning
BBU tilbyder træning af deres lokale ledere gennem Follow for 13-17 årige (et discipelskabstrænings kursus), Jeremias for 17-21 årige (ledertrænings kursus) og LEVIT for 17-21 årige (et lovsangsleder kursus).

## Medlemsforeninger
- Teenageklubben Sela
- Gospelkoret Kerygma
- Nonstop
- MAC
- Klub 14
- Gospelkoret Injoy

## Formænd (1998-????)
1998-1999: Bjarne Strandquist
1999-2002: Bodil Jørgensen
2002-2004: Lars Hagstrøm
2004-2006: Mads Lindholm
2006-2009: Kristoffer Anhøj
2009-2012: Andreas Højmark Andersen
2012-2014: Christian Peter Bylund
2014-????: Rasmus Højmark